# Quatuor à cordes no 2 d'Enesco
Pour les articles homonymes, voir Quatuor à cordes no 2.
 (février 2024).
Si vous disposez d'ouvrages ou d'articles de référence ou si vous connaissez des sites web de qualité traitant du thème abordé ici, merci de compléter l'article en donnant les références utiles à sa vérifiabilité et en les liant à la section « Notes et références ».
Le Quatuor à cordes no 2 en sol majeur op. 22 no 2 de Georges Enesco est le second quatuor du compositeur. Commande de la fondation de la mécène américaine Elisabeth Sprague Coolidge, il a été achevé à Paris en 1951 avec quelques ultimes retouches l'année suivante. Sa création a eu lieu à Boston, en 1953.
Témoignage de la plus haute maturité du langage musical d'Enesco, ce Quatuor en sol majeur, où le folklore imaginaire roumain est intériorisé, épuré sinon transcendé, est à rapprocher des compositions pour le même effectif instrumental de ses contemporains est-européens Bartók, Chostakovitch, Janáček et Szymanowski, mais aussi de ceux des Français Gabriel Fauré ou même Darius Milhaud.
La partition est publiée aux éditions Salabert.

## Structure
Le quatuor est divisé en quatre mouvements (lent-lent-vif-vif) :
1. Molto moderato
2. Andante molto sostenuto ed espressivo
3. Allegretto non troppo mosso
4. Con molto moderato

Sa durée d'exécution est d'un peu moins de 25 minutes.